# Oncocnemis strioligera
Oncocnemis strioligera is een vlinder uit de familie uilen (Noctuidae). De wetenschappelijke naam is voor het eerst geldig gepubliceerd in 1853 door Lederer.
De soort komt voor in het oosten van Europa, voornamelijk in delen van Rusland.